# Mina Sue Choi
Mina Sue Choi (en hangul, 최미나수) es una modelo y reina de belleza surcoreana. Fue coronada como Miss Tierra 2022. Es la primera coreana en ganar el título de Miss Tierra y la primera en ganar uno de los cuatro concursos de belleza internacionales más importantes del mundo.

## Primeros años y educación
Mina Sue Choi nació en Sídney, en 1999 y vivió allí hasta los siete años. Al crecer, vivió en Corea del Sur, Canadá, Estados Unidos y China. Choi asistió a la Universidad de Illinois en Urbana-Champaign, donde se especializó en estudios de la comunicación.

## Carrera en concursos de belleza

### Miss Corea 2021
El 15 de octubre, Choi ganó Miss Gyeonggi Incheon 2021, una preliminar regional de Miss Corea. Participó en Miss Corea 2021 el 16 de noviembre y terminó como primera finalista.

### Miss Tierra 2022
El 29 de noviembre, Choi representó a Corea del Sur en Miss Tierra 2022 y compitió con más de 80 candidatas de varios países/territorios.
Durante el transcurso de los eventos preliminares, ganó los siguientes premios:
- Competencia en traje de baño (Asia y Oceanía)[10]
- Competencia en ropa de playa (Grupo Aire)[11]
- Competencia en vestidos de noche (Grupo Aire)[12]
- Resort wear competition (Grupo Aire)
- Miss Mexico, Pampanga 2022

Durante el transcurso de la competencia final, pasó todas las rondas, incluidas las partes de traje de baño y vestido de noche. En la sección de hashtags, mientras avanzaba hacia el Top 8, recibió el hashtag «#Loyalty» (lealtad), y compartió las siguientes impresiones:

Creo que es muy importante ser leales a los que amamos y especialmente a nuestra Tierra, ya que vivimos y residimos en este único planeta llamado Tierra. Con lealtad, creo que podemos hacer mejor para compartir colectivamente a través de las mentes de todo el mundo para ayudar a este mundo, no solo al medio ambiente sino más que eso. Porque hay tantas cosas que están intrínsecamente relacionadas con la Tierra: cuestiones sociales, políticas, históricas y también la guerra. Así que seamos leales el uno al otro y compartamos un poco de amor.

Tras avanzar al Top 4. En la parte de preguntas y respuestas, el presentador preguntó a las finalistas: «¿Qué es algo que cambiarían de este mundo y cómo lo cambiarían?», a lo que ella respondió:

Si pudiera cambiar algo en este mundo, sería la forma en que entendemos la empatía. A menudo confundimos la amabilidad con la empatía, pero ser empático es ponerse en el lugar del otro. Debemos desarrollar una verdadera empatía, especialmente en temas como el cambio climático y otros problemas del mundo. Necesitamos ver el mundo desde la perspectiva de los demás, ponernos en sus zapatos y comprender su sufrimiento. Es importante sentir que la manera en que empatizas, eres amable o comprensivo puede ser distinta a lo que pensabas al principio.

Al final del evento, fue coronada como Miss Tierra 2022, sucediendo a Miss Tierra 2021 Destiny Wagner de Belice. Se convirtió en la primera coreana en ganar el título de Miss Tierra y la primera en ganar cualquiera de los cuatro concursos de belleza internacionales más importantes del mundo.
En calidad de Miss Tierra, Choi visitó Bélgica, Tailandia, Indonesia, Japón, India, Singapur, Vietnam, Filipinas, y su país natal, Corea del Sur.

## Filmografía

### Televisión
| Año  | Título                        | Cadena    | Rol         | Notas                    | Ref.   |
| ---- | ----------------------------- | --------- | ----------- | ------------------------ | ------ |
| 2022 | Battle for Tenancy: Penthouse | Channel A | Concursante | Clasificada en 7.º lugar | [ 15 ] |